# Radovis
Radovis városa az azonos nevű község székhelye Észak-Macedóniában.

## Népesség
Radovis városának 2002-ben 16 223 lakosa volt, melyből 13 991 macedón (86,2%), 1927 török (11,9%), 181 cigány, 60 szerb, 20 vlach, 1 albán, 1 bosnyák és 42 egyéb nemzetiségű.
Radovis községnek 2002-ben 28 244 lakosa volt, melyből 23 752 macedón (84,1%), 4061 török (14,4%) , 271 cigány és 160 egyéb nemzetiségű.

## A községhez tartozó települések
- Radovis
- Ali Kocs
- Ali Lobaszi
- Bucsim
- Vojiszlavci
- Damjan (Radovis)
- Drzsani
- Durutlija (Radovis)
- Zlejovo
- Inyevo
- Jargulica
- Kalauzlija (Radovis)
- Kalugyerica (Radovis)
- Karaloboszi
- Karadzsalar
- Kodzsalija
- Kozbunar
- Novo Szelo (Radovis)
- Oraovica (Radovis)
- Papavnica
- Pogulevo
- Podares
- Pokrajcsevo
- Prnalija (Radovis)
- Raklis
- Szarigyol
- Szmilyanci
- Szuldurci
- Szupurge
- Topolnica (Radovis)
- Tyoszelija
- Hudaverlija
- Csesme Mahale
- Sajintas
- Sipkovica (Radovis)
- Sturovo (Radovis)